# Pierszamajska
Pierszamajska, Błudeń (biał. Першамайская, Pierszamajskaja) – agromiasteczko na Białorusi, w rejonie bereskim obwodu brzeskiego. Siedziba administracyjna sielsowietu. Znajdują się tu parafialna cerkiew prawosławna pw. św. Mikołaja Cudotwórcy oraz stacja kolejowa Bereza Kartuska na linii Moskwa - Mińsk - Brześć.
Błudeń położony był w końcu XVIII wieku w starostwie niegrodowym błudeńskim w powiecie brzeskolitewskim województwa brzeskolitewskiego. Utracony w wyniku rozbiorów na rzecz Imperium Rosyjskiego. W XIX wieku znajdował się w powiecie prużańskim w guberni grodzieńskiej.
Wiosną 1942 roku wszystkich przebywających w miejscowości Żydów, Niemcy przesiedlili do getta w Berezie Kartuskiej.